# Myrmecophilus teranishii
Myrmecophilus teranishii är en insektsart som beskrevs av Matsumura, S. 1914. Myrmecophilus teranishii ingår i släktet Myrmecophilus och familjen Myrmecophilidae. Inga underarter finns listade i Catalogue of Life.